# Мите Витанов
Димитър (Мите) Георгиев Витанов е български революционер, деец на Вътрешната македоно-одринска революционна организация.

## Биография
Мите Витанов е роден в 1878 година в царевоселското село Селник, тогава в Османската империя. Включва се освободителното движение на българите и става деец на ВМОРО в 1901 година и разива широка революционна дейност. По време на подготовката за Илинденско-Преображенското въстание е презграничен куриер на оръжие и други, като продължава дейността си чак до 1912 година. От 1914 до 1915 година Витанов работи като легален. От 1919 година отново е презграничен куриер за четите, които минават от България за Сърбия. В 1922 година е заловен от новите сръбски власти, арестуван и осъден на три години тъмничен затвор за пробългарска дейност. След като излиза от затвора се завръща в родното си село и продължава работата си като легален за освобождението и обединението на Македония със Свободна България.
На 25 март 1943 година, като жител на Селник, подава молба за българска народна пенсия, която е одобрена и пенсията е отпусната от Министерския съвет на Царство България.